# Vespa 150 TAP
El Vespa 150 TAP era un escúter Vespa modificado para ser empleado por los paracaidistas (en francés Troupes Aéro Portées, o TAP).

## Historia
Introducido en 1956 y actualizado en 1959, era producido por los Ateliers de Construction de Motocycles et Automobiles (ACMA), el ensamblador bajo licencia de las Vespa en Francia en aquel entonces, con sede en Fourchambault. Las modificaciones respecto a los modelos civiles del Vespa incluían un marco reforzado y un cañón sin retroceso de 75 mm montado sobre el escúter. Reemplazó al anterior escúter militar Cushman.

## Descripción

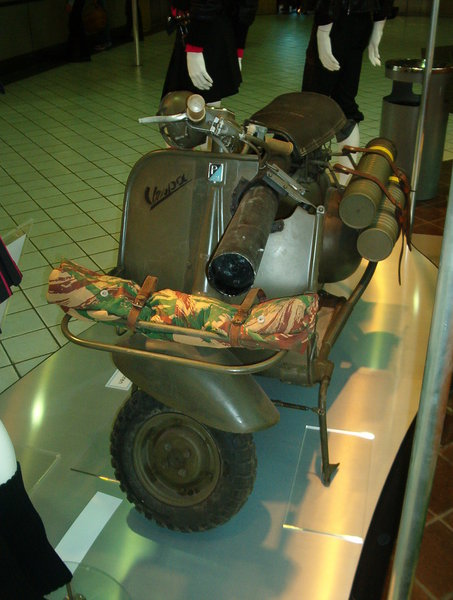
Vista frontal de un Vespa 150 TAP

El Vespa TAP 150 montaba un cañón sin retroceso M20 de 75 mm, un arma antitanque estadounidense que era muy ligera en comparación con un cañón de 75 mm estándar, pero era capaz de penetrar 100 mm de blindaje con su proyectil HEAT. El retroceso era contrarrestado por el escape de gases propulsores a través del cierre de su recámara, lo cual eliminaba la necesidad de sistemas mecánicos o pesados afustes, permitiéndole ser disparado desde el marco del Vespa.
Los escúteres serían lanzados en paracaídas en parejas, acompañados por un equipo de dos hombres. El cañón era transportado en un escúter, mientras que su munición iba en el otro. Debido a la falta de cualquier tipo de mecanismos de puntería, el cañón sin retroceso nunca fue diseñado para dispararse desde el escúter; el cañón era montado sobre un trípode, que también era transportado por el escúter, antes de disparar.
El "Vespa Bazuca" era relativamente barato: en aquel entonces los Vespa costaban apenas 500 dólares y los M20 estaban ampliamente disponibles.[cita requerida]. Se produjeron 600 Vespa 150 TAP entre 1956 y 1959. Tenía un remolque y venía con dos galoneras de combustible.
Los propios escúteres eran modelos civiles VB1T, con motores de 150 cc. Su motor era de dos tiempos y su velocidad máxima era de 60 km/h, suficiente para embestir vehículos en caso de emergencia o transportar al paracaídista desde el lugar de aterrizaje hasta el área de combate.